# Studánky u Cerhovic
Přírodní památka Studánky u Cerhovic je chráněné území, které bylo vyhlášeno 17. dubna 1986 z důvodu ochrany prameniště s výskytem vzácných druhů rostlin, například prstnatce májového nebo upolínu nejvyššího. Nachází se 1,5 km západně od obce Cerhovice na hranicích Plzeňského a Středočeského kraje. Na sousedních loukách bylo také jedno z posledních míst ve středních Čechách, kde se nacházel hořec jarní.

## Lokalita
Přírodní památka Studánky u Cerhovic se nachází přibližně 1,5 km na západ od obce Cerhovice v okrese Beroun. Je to plochá deprese s podmáčenými loukami a hospodářskými lesy rozkládajícími se na jihozápadním úpatí Třenické hory. Nadmořská výška se pohybuje v rozmezí mezi 430 až 470 metry nad mořem. Výměra přírodní památky je 9,5 ha. Nedaleko Studánek byl v nedávné době vybudován rozsáhlý logistický sklad, který však nemá na přírodní památku žádné negativní dopady. V blízkosti Studánek se také nachází dálnice D5 vedoucí z Prahy na Plzeň. V minulosti bylo území využíváno jako pastvina a louka a spodní část PP byla odvodněna meliorací kvůli snadnějšímu zemědělskému využití lokality.
Návštěva lokality je vhodná v květnu až červenci, kdy kvete prstnatec májový (Dactylorhiza majalis).

## Přírodní poměry

### Geologie

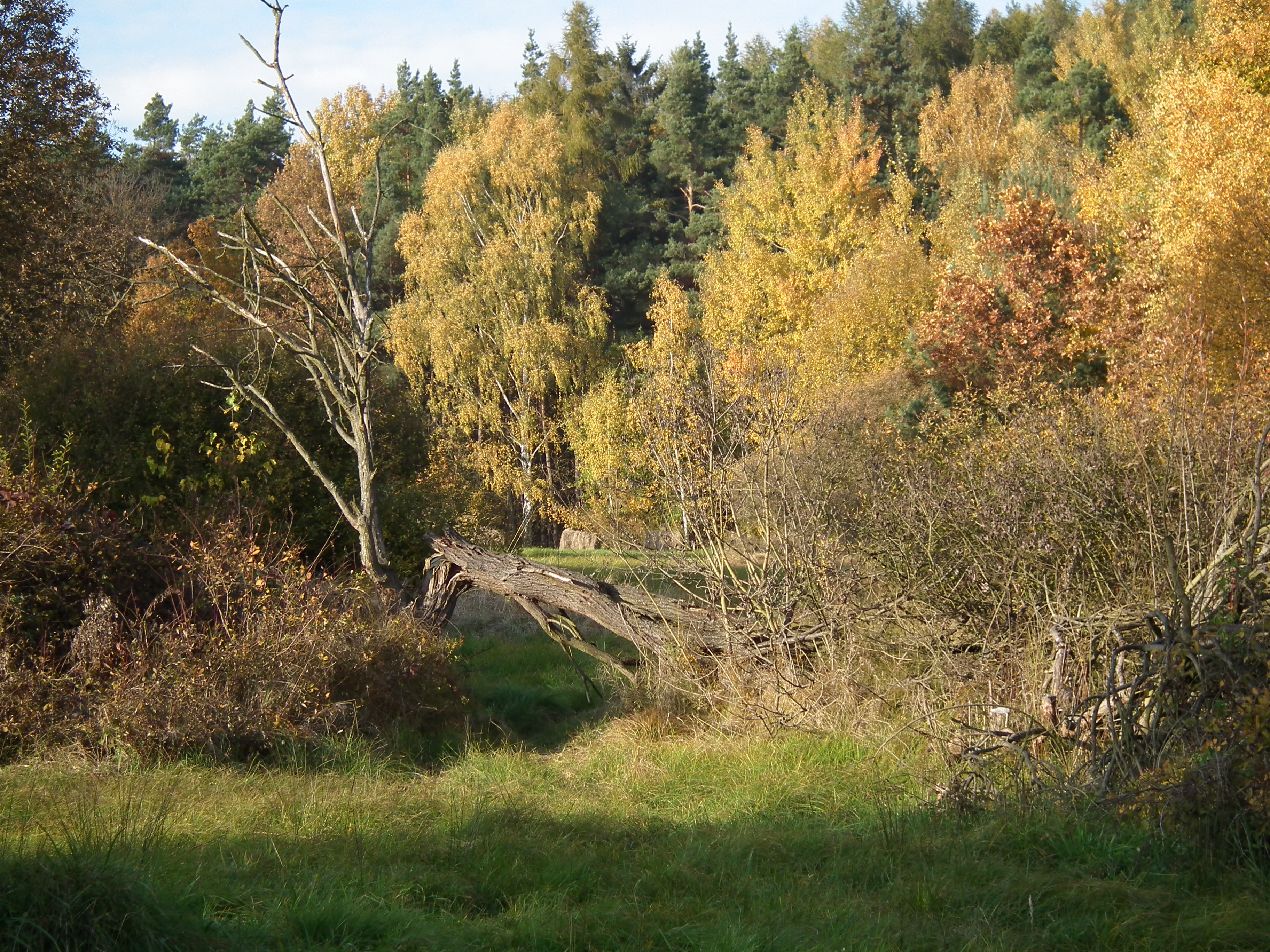
Pohled na studánky od jihu

Geologický podklad PP tvoří ordovické (prvohorní) křemence na severu a na jihu je tvořen prekambrickými břidlicemi. Povrch je kryt podzolovými hnědozeměmi a kyselými podmáčenými půdami. V minulosti se na území přírodní památky nacházely malé lomy, kde se s největší pravděpodobností těžily křemenné pískovce, a je zde možné nalézt minerál wavellit. Geomorfologicky patří oblast do Hořovické pahorkatiny.

### Hydrologie
Hydrologicky patří Studánky u Cerhonic do experimentálního povodí Cerhovického potoka, kde byl v minulosti prováděn výzkum retardace odtoku z pramenných oblastí.

### Flora
Na území PP Studánky u Cerhovic se nachází několik druhů chráněných rostlin. Území je chráněno především kvůli masovému výskytu prstnatce májového (Dactylorhiza majalis) a dalším ohroženým rostlinám, jako je upolín nejvyšší (Trollius altissimus) a kosatec sibiřský (Iris sibirica). Chráněných rostlin se zde však vyskytuje více, např. zimostrázek alpský (Polygala chamaebuxus), svízel severní (Galium boreale), ostřice trsnatá (Carex cespitosa) a jalovec obecný (Juniperus communis), který je kvůli absenci pastvy málo vitální. Dříve se zde nacházely i tolije bahenní (Parnassia palustris), bradáček vejčitý (Listera ovata) a kruštík širolistý (Epipactis helleborine), ale v roce 2008 na území PP už nebyly nalezeny. Celkově bylo na území PP nalezeno přes 300 druhů cévnatých rostlin. V severní části PP se nachází hospodářský les, kde probíhá běžné lesní hospodaření. Jeho složení má značně pozměněnou druhovou skladbu. Nachází se zde borovice, smrky, modříny, a nezřídka i akáty, které zde nejsou geograficky původní. Mezi další dřeviny, které se v lokalitě dají najít, patří různé druhy vrb , jasan ztepilý (Fraxinus excelsior), javory, jeřáb ptačí (Sorbus aucuparia), olše lepkavá (Alnus glutinosa), topol bílý (Populus alba), dub letní (Quercus robur). Z běžných druhů rostlin zde můžete nalézt květenu potoční jaseniny – např. metlice trsnatá (Deschampsia cespitosa), pryskyřník plazivý (Ranunculus repens), mochna nátržník (Potentilla erecta), pomněnka bahenní (Myosotis palustris agg.), blatouch bahenní (Caltha palustris), sítina rozkladitá (Juncus effusus) nebo květenu acidofilní doubravy, která se rozkládá na JZ svahu Třenické hory – např. metlička křivolaká (Avenella flexuosa), brusnice borůvka (Vaccinium myrtillus), jestřábník zední (Hieracium murorum), rozrazil lékařský (Veronica officinalis).

### Fauna
Fauna na území PP nebyla systematicky prozkoumána. Podrobněji zkoumáni byli pouze měkkýši tvořící zde typické společenstvo středně úživných mokřadů. Z chráněných druhů měkkýšů se zde vyskytují vrkoč útlý (Vertigo angustior) a vrkoč lesní (Vertigo substriata). V minulosti byl zaznamenán i výskyt některých chráněných obratlovců – zmije obecné (Vipera berus), ropuchy obecné (Bufo bufo), ťuhýka obecného (Lanius colurio). Mohou se zde vyskytovat i modrásci rodu Maculinea.

## Ochrana a ohrožení
Nelesní část přírodní památky ohrožuje především nevhodná skladba dřevin, která se výrazně liší od skladby přirozené – smrk, modřín. Vyskytuje se zde mnoho akátů a porost pámelníku bílého, který je nutno beze zbytku odstranit. Akát svými vlastnostmi mění složení bylinného patra ve svém podrostu a poměry látek v půdě (přemíra dusíku), proto je nutné jeho odstranění. PP v malé míře ohrožuje také přezvěření, pohyb osob apod. Na území Studánek je každoročně prováděno kosení na konci srpna až začátku září. Tento termín se považuje za zcela nevhodný, neboť stíhají dozrát semena nežádoucích druhů rostlin a dochází k jejich šíření. Pro zachování populace prstnatce májového se doporučuje kosení v červenci až srpnu  (v tomto případě je kvůli šíření nežádoucích druhů lepší kosit v červenci).

## Galerie

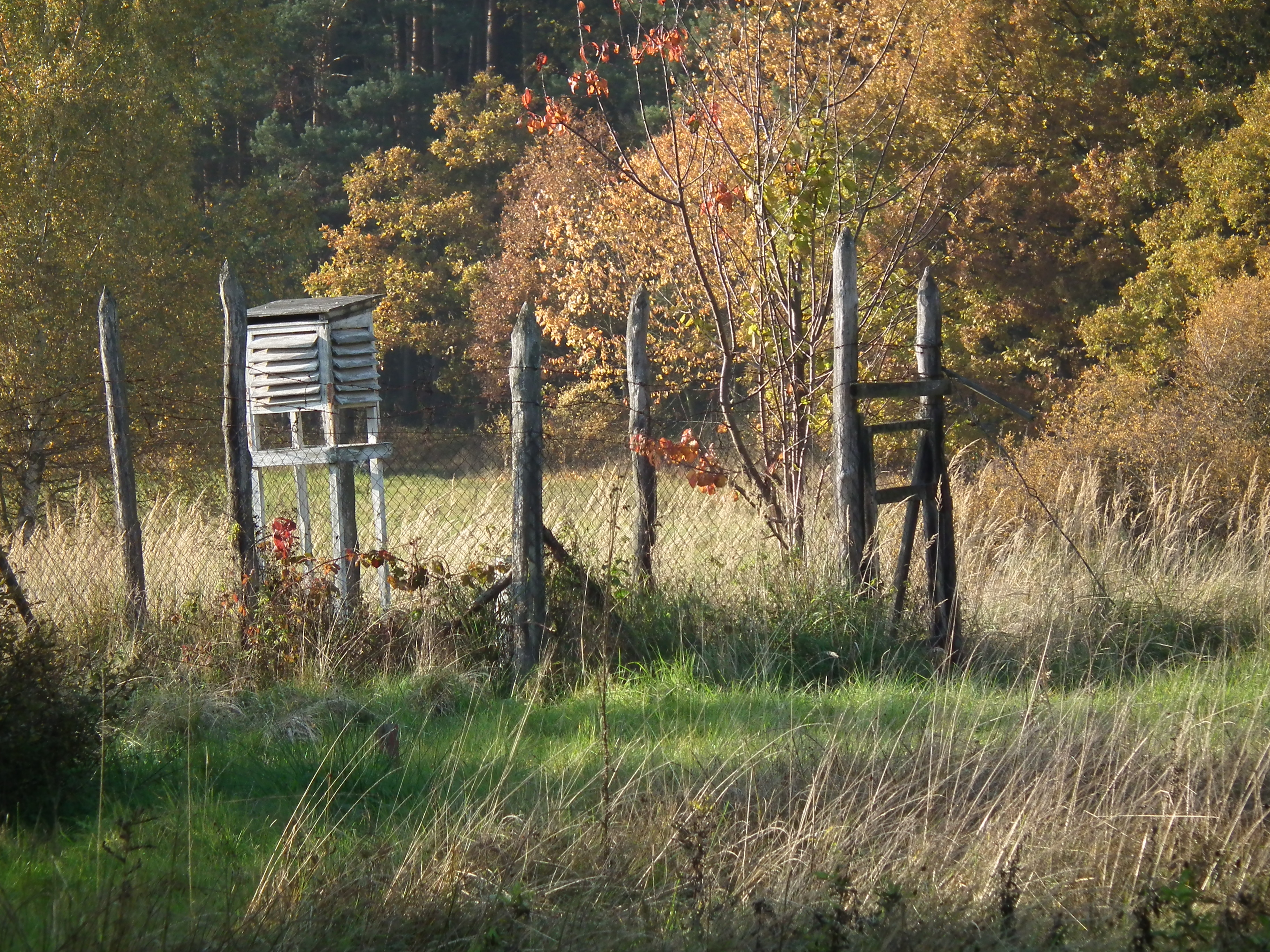
Meteorologická stanice na území PP
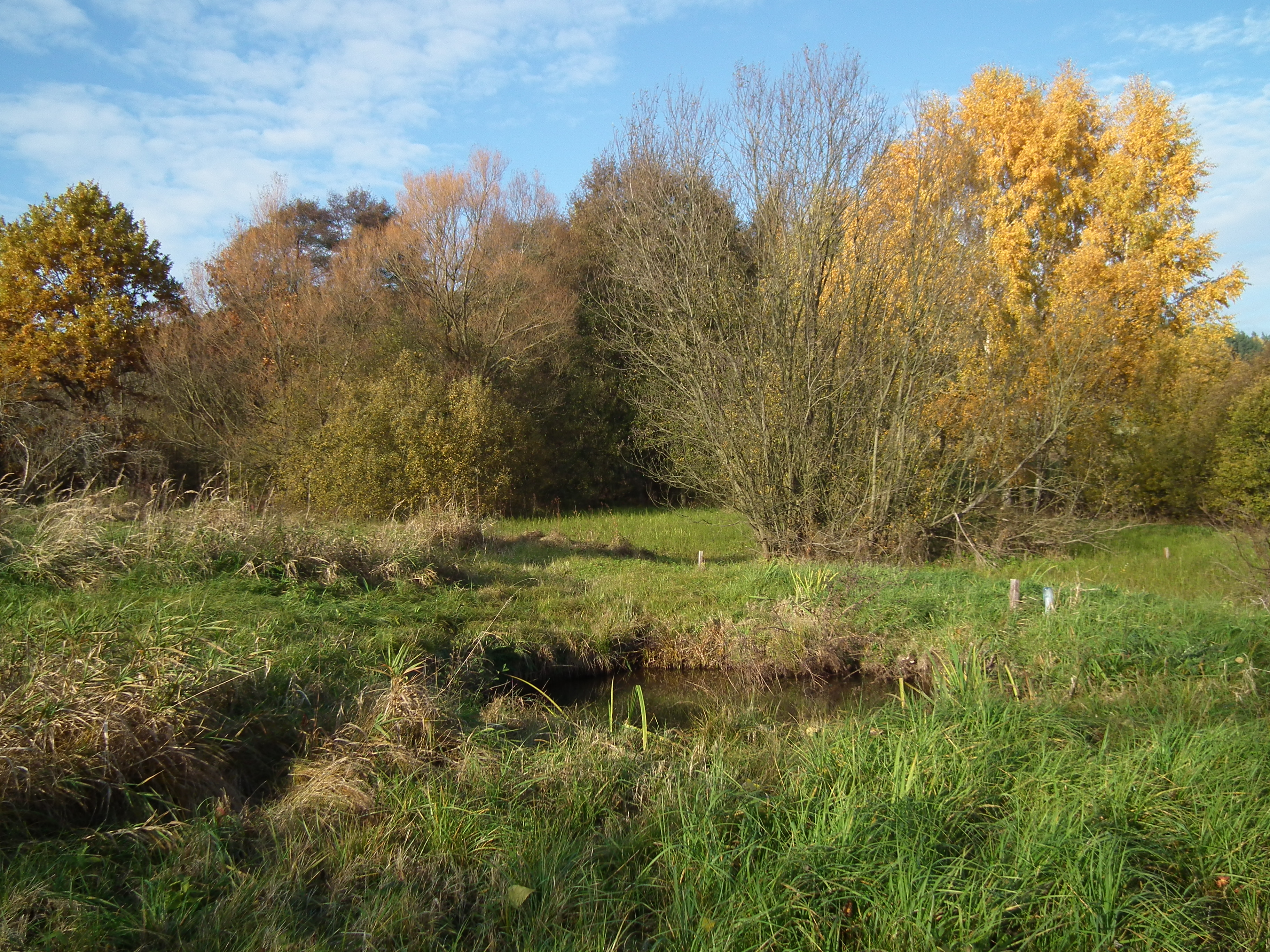
Pohled na prameniště
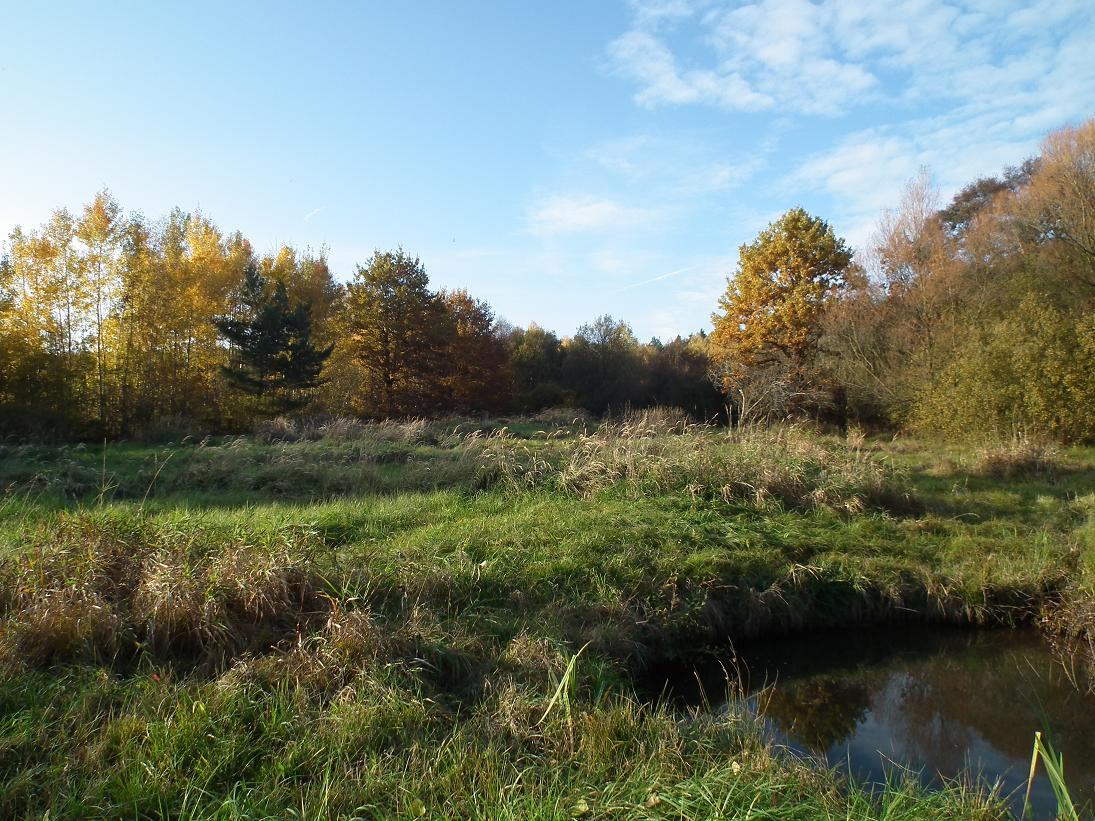
Prameniště
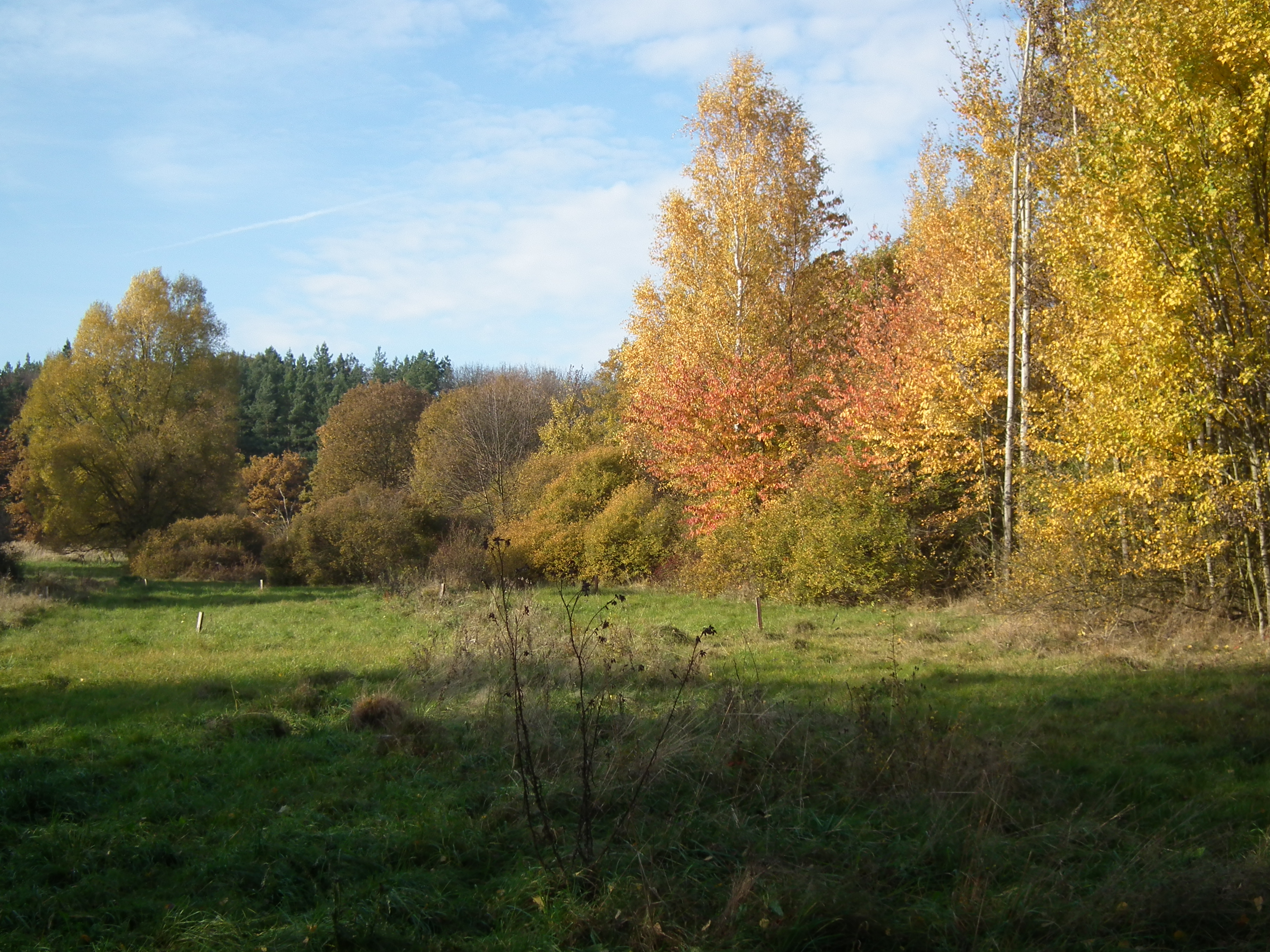
Louka u studánek